# Whangapoua Harbour
Whangapoua Harbour ist ein Naturhafen der Coromandel Peninsula auf der Nordinsel von Neuseeland.

## Geographie
Der Whangapoua Harbour befindet sich an der Ostküste der Coromandel Peninsula, rund 12 km östlich von Coromandel und rund 46 km nordnordöstlich von Thames. Der Naturhafen besitzt mit seinem längesten Arm eine Längenausdehnung von rund 5,4 km und eine maximale Breite von 3,8 km. Das flächig sehr verlandete und verzweigte, mit einer Küstenlinie von rund 28 km versehene Gewässer wird durch den Waitekuri River, den Opitonui River und verschiedenen kleinen und größeren Streams (Bäche) gespeist.
Die kleine Siedlung Matarangi am Nordufer des Naturhafens verfügt über einen kleinen Schiffsanleger.
Zu erreichen ist der im Thames-Coromandel District liegende und zur Region Waikato zählende Whangapoua Harbour vom New Zealand State Highway 25 aus, der das Gewässer mit Coromandel an der Westküste und dem südlichen Verlauf der Ostküste der Coromandel Peninsula verbindet.